# Metadasydytes quadrimaculatus
Metadasydytes quadrimaculatus är en djurart som tillhör fylumet bukhårsdjur, och som beskrevs av Roszczak 1971. Metadasydytes quadrimaculatus ingår i släktet Metadasydytes och familjen Dasydytidae. Inga underarter finns listade i Catalogue of Life.